# Verso oriente
Verso oriente (titolo originale in ebraico קדמה, traslitterato Kedma) è un film del 2002 diretto da Amos Gitai.
La pellicola, co-prodotta da Francia, Israele e Italia, ha come protagonisti Andrei Kashkar e Helena Yaralova.

## Trama
Il film è una tragedia storica, ambientata durante l'inizio della guerra arabo-israeliana del 1948. Vengono descritte le vicissitudini di un gruppo di profughi, che scappano dall'Europa per sfuggire alla persecuzione degli ebrei con l'aiuto del Palmach. Giunti in Palestina, devono scappare ai soldati britannici. Riusciti a fuggire, sono immediatamente trascinati nella guerra contro le forze arabe.
La pellicola si incentra su due lunghi monologhi. Il primo è di un contadino arabo, che giura di combattere per sempre contro gli ebrei; il secondo è di un profugo, che soffre per la persecuzione, che gli sembra infinita, subita dal popolo ebraico.

## Produzione
()

### Titolo
Oltre a quella spaziale, il termine "kedma" (verso l'oriente) ha, in ebraico antico, una valenza temporale. In questo senso, l'Est, quale luogo di origine di quella civiltà, sta a significare un inizio, un'infanzia: in questo caso i giorni di caos ed incertezza che porteranno all'attuale configurazione della regione medio orientale.
Kedma era anche il nome della nave che, nel dopoguerra, condusse in Palestina i genitori di Rivka, futura moglie di Gitai.

### Il periodo storico
Il film è ambientato nel 1948, tra il febbraio e il 14 maggio, giorno della proclamazione della nascita di Israele. In concomitanza col disimpegno britannico, a seguito delle deliberazioni dell'ONU, i villaggi palestinesi sulla strada per Gerusalemme sono teatro di sanguinosi scontri tra i residenti e il Palmach, l'esercito ebraico clandestino, nelle cui file sono stati arruolati, non appena sbarcati, molti superstiti dell'Olocausto.

### Sceneggiatura
Come per gli altri suoi film, il "rigore intellettuale" di Gitai si tradusse in un lungo lavoro preliminare di ricerca sulle fonti. Insieme al co-sceneggiatore Marie-José Sanselme, furono consultati documenti e memorie di giovani fuggiti dal ghetto di Varsavia, molti dei quali avrebbero trovato la morte in quei mesi del 1948 e di donne europee che si erano trovate ad operare come infermiere nei campi di battaglia.
Fonti di ispirazione, per un lavoro di sceneggiatura durato quasi tre anni, con lunghe interruzioni furono il poeta palestinese Tawfik Zayad e un testo dell'israeliano Haim Hazaz, ai quali si attinse, rispettivamente, per l'invettiva di Youssouf contro gli occupanti ebrei e l'orazione dell'ebreo Janusz, nella lunga sequenza finale, tra i mezzi militari carichi di feriti e caduti; insieme, "preghiera, lezione filosofica,...canto di disperazione,...sguardo ironico sulla Storia".
L'attore israeliano Yussuf Abu-Warda, già utilizzato dal regista, che nel film interpreta Youssouf, contribuì alla traduzione del racconto Ritorno a Haifa dello scrittore palestinese Ghassan Kanafani.

### Riprese
(Amos Gitai)
Un solo mese fu invece richiesto dalle riprese effettuate nel gennaio 2002 e a maggio il film era già pronto per la presentazione al Festival di Cannes. Gli esterni furono girati soprattutto di pomeriggio "...in una luce di mezzo, indistinguibile", nei dintorni di Hebron a 4 km dalla frontiera, in un periodo di acuta tensione politica e nei pressi dei laboratori di Tel Aviv, in cui si preparavano costumi e scenografie, vi furono degli attentati.
Come in altri film di Gitai (ad esempio Kadosh), un'importante funzione espressiva è svolta da lunghi piani sequenza qui utilizzati per "...tessere legami tra dei personaggi in cerca d'identità e dei luoghi deserti al limite dell'astrazione".. Il film inizia con un piano sequenza, avvolto nel silenzio, girato con la steadicam dalla stiva al ponte della nave Kedma, col quale vengono introdotti i protagonisti; e si conclude con la carrellata sui mezzi in partenza dopo la cruenta battaglia, accompagnandoli sino al loro svanire all'orizzonte.

## Riconoscimenti
- 2002 - Israel Film Academy Award
- 2002 - São Paulo International Film Festival
  - Premio della critica
- 2003 - Louisville Jewish Film Festival
  - Miglior film